# Lucy Christopher
 (juin 2024).
Si vous disposez d'ouvrages ou d'articles de référence ou si vous connaissez des sites web de qualité traitant du thème abordé ici, merci de compléter l'article en donnant les références utiles à sa vérifiabilité et en les liant à la section « Notes et références ».
Lucy Christopher, née en 1981 au pays de Galles, est une écrivaine et une professeure.

## Biographie
Son livre Lettre à mon ravisseur (Stolen) a remporté le prix Branford Boase en 2010 au Royaume-Uni et le Gold Inky en 2010 en Australie. 
Son deuxième livre, Flyaway, a été sélectionné pour les Costa Book Awards 2010 et le Waterstone's Children's Book Prize en 2010,. 

## Publications
- (en) Stolen, 2010 
  - Lettre à mon ravisseur (2014)
- (en) Flyaway, 2012